# Domenico Pignatelli di Belmonte
Domenico Pignatelli di Belmonte (Napels, 19 november 1730 – Palermo, 5 februari 1803) was een edelman en prelaat in de koninkrijken Napels en Sicilië. 
Hij was achtereenvolgens generaal-overste van de Congregatie der theatijnen (1777-1782) en bisschop van Caserta (1782-1802). Dan was hij aartsbisschop van Palermo en Monreale en primaat van Sicilië (1802-1803). Hij was in dit laatste jaar van zijn leven tevens kardinaal en onderkoning van Sicilië.

## Levensloop
Pignatelli was een telg van het Huis Pignatelli, een adellijke familie in het koninkrijk Napels. Zijn vader was Domenico Pignatelli y Aymerich, tweede markies van San Vincenczo, en zijn moeder Anna Francesca Pinelli-Ravaschieri, prinses van Belmonte. Vanaf 1738 volgde de jongen les bij de priesters van de Congregatie van de theatijnen in Napels. In 1745 trad hij in voor de priesterstudies. De priesterwijding volgde in 1753.
Pignatelli klom op in de hiërarchie van de theatijnen. Finaal werd hij in 1777 generaal-overste.
Een bisschopswijding volgde in 1782: Pignatelli werd verkozen tot bisschop van Caserta, ten noorden van Napels. Tevens was Pignatelli vanaf 1782 bisschop-assistent bij de pauselijke troon.
Koning Ferdinand IV van Napels en III van Sicilië van het Huis Bourbon liet Pignatelli bevorderen tot aartsbisschop van Palermo (1802). Pignatelli verliet Caserta voor Sicilië. Met de aartsbisschoppelijke troon waren de titels verbonden van primaat van Sicilië en aartsbisschop van Monreale. De koning bezorgde hem tevens het onderkoningschap van Sicilië; paus Pius VII bezorgde hem datzelfde jaar de kardinaalstitel. Dit laatste paste in een maneuver van Pius VII om het aantal kardinalen terug op het niveau te brengen van voor de Franse inval in Rome. De Pauselijke Staat was immers pas hersteld in het jaar 1800. 
Pignatelli kon wegens ziekte niet naar Rome reizen om de kardinaalshoed te ontvangen en er een titelkerk te krijgen. Hij overleed in 1803 ten gevolge van jicht die verwikkeld was met gangreen van zijn voet.
Zijn graf bevindt zich in de Santa Maria della Catena in de haven van Palermo; deze kerk was destijds de kloosterkerk van de theatijnen in Palermo. In de kathedraal van Palermo staat een grafmonument. Dit monument bevat een opschrift dat hij het kardinaalspurper waardig was.
Na zijn dood werden de aartsbisschoppelijke tronen van Palermo en Monreale opnieuw gescheiden.